# 卡拉布里亞公爵卡洛
卡拉布里亞公爵卡洛（義大利語：Carlo di Calabria，1298年—1328年11月9日），那不勒斯國王羅貝托一世的長子，母親是亞拉岡和西西里的薇爾蘭特。

## 家庭
1316年，卡洛與哈布斯堡的卡塔里娜結婚，兩人共有兩個女兒：
1. 喬萬娜（1325年—1382年）
2. 瑪麗亞（英语：Maria of Calabria）（1329年—1366年）